# Halvor Egner Granerud
Halvor Egner Granerud (Oslo, 29 de mayo de 1996) es un deportista noruego que compite en salto en esquí.
Ganó tres medallas de plata en el Campeonato Mundial de Esquí Nórdico, en los años 2021 y 2023.
Participó en los Juegos Olímpicos de Pekín 2022, ocupando el cuarto lugar en la prueba de trampolín grande por equipo.

## Palmarés internacional
| Campeonato Mundial | Campeonato Mundial    | Campeonato Mundial | Campeonato Mundial  |
| Año                | Lugar                 | Medalla            | Prueba              |
| ------------------ | --------------------- | ------------------ | ------------------- |
| 2021               | Oberstdorf (Alemania) | Medalla de plata   | TN por equipo mixto |
| 2023               | Planica (Eslovenia)   | Medalla de plata   | TG por equipo       |
| 2023               | Planica (Eslovenia)   | Medalla de plata   | TN por equipo mixto |